# Nephele comma

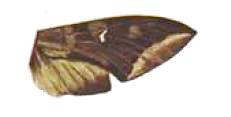
Illustration der Flügel von Nephele comma

Nephele comma ist ein Schmetterling (Nachtfalter) aus der Familie der Schwärmer (Sphingidae).

## Merkmale
Die Falter haben eine Vorderflügellänge von 33 bis 37 Millimetern. Sie sind einfarbig gelbgrün bis olivgrün oder braun gefärbt. Manchmal haben sie rotbraune schräge Linien oder Binden auf den Vorderflügeln. Zum Vorderflügelaußenrand ist ein blass graugrüner Bereich durch eine scharfe Linie, die teilweise gerade verläuft, abgegrenzt. Charakteristisch für die Art ist ein weißer kommaförmiger Fleck am Ende der Diskalzelle, dieser Fleck fehlt jedoch bei der forma derasa.
Die Raupen sind schwarz, grün oder braun, mit gelben Seitenlinien, unter denen bei den Segmentgrenzen rote Punkte liegen. Die Seiten sind zudem mit feinen weißen Punkten übersät. Eine blasse, lilafarbene Rückenlinie ist ausgebildet. Die Stigmen sind weiß gepunktet. Das kräftige Analhorn ist braun und leicht gekrümmt. Vom letzten Segment reicht ein weißlicher Fleck von der Basis des Analhorns nach vorne. Der Nachschieber ist hellbraun.

## Verbreitung und Lebensraum
Die Art ist in Afrika südlich der Sahara nahezu überall anzutreffen. Sie kommt auch auf den Inseln des Indischen Ozeans vor.

## Lebensweise
Nephele comma fliegt in der Regel in der Dämmerung, kann aber auch morgens oder am Nachmittag beobachtet werden, wenn die Sonne noch scheint. Die Raupen ernähren sich von Wachsbäumen (Carissa) und Diplorhynchus.

## Belege